# Смолянка (Восточно-Казахстанская область)
Смолянка (каз. Смолянка) — село в Уланском районе Восточно-Казахстанской области Казахстана. Входит в состав Огневской поселковой администрации. Код КАТО — 636263200.

## Население
В 1999 году население села составляло 80 человек (38 мужчин и 42 женщины). По данным переписи 2009 года, в селе проживали 53 человека (26 мужчин и 27 женщин).